# Nguyên bào sợi
Nguyên bào sợi là một loại tế bào sinh học tổng hợp các cấu trúc nền của da và collagen, khung cấu trúc (stroma) cho các mô động vật, và đóng một vai trò quan trọng trong việc chữa lành vết thương. Các nguyên bào sợi là các tế bào phổ biến nhất của mô liên kết ở động vật.

## Cấu trúc

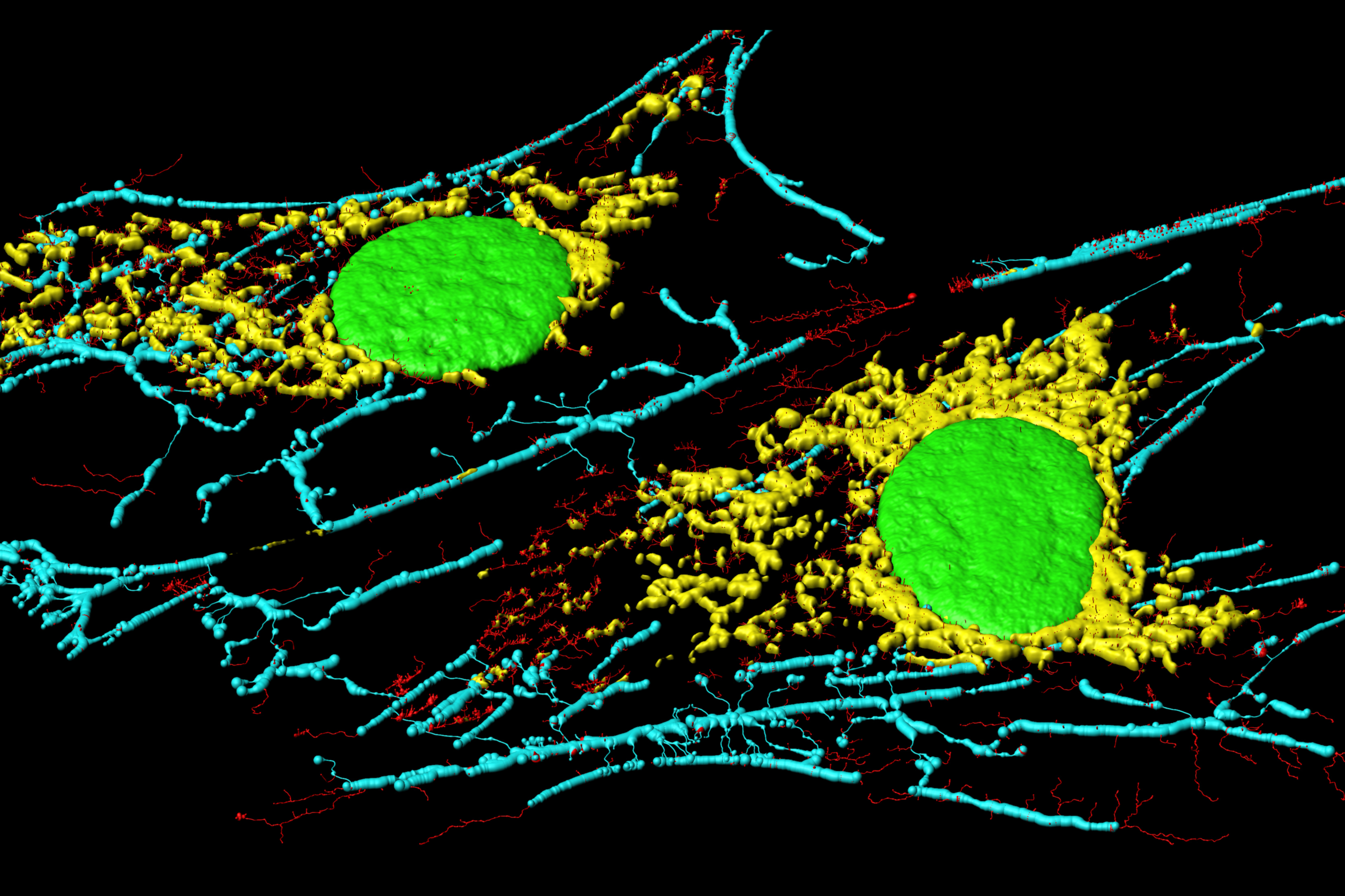
Microfilament, ti thể và nhân trong tế bào nguyên bào sợi

Các nguyên bào sợi có một tế bào chất phân nhánh bao quanh một nhân tế bào hình elip, lốm đốm có hai hoặc nhiều nhân con. Các nguyên bào sợi hoạt động có thể được nhận biết bằng mạng lưới nội chất thô dồi dào. Các tế bào sợi không hoạt động (gọi là fibrocytes) nhỏ hơn, hình trụ trục chính, và có một lưới nội chất thô giảm. Mặc dù rời rạc và phân tán khi chúng phải che phủ một không gian rộng lớn, các nguyên bào sợi, khi nhiều, thường gắn cục bộ ở các cụm song song.
Không giống như các tế bào biểu mô lót cấu trúc cơ thể, các nguyên bào sợi không hình thành các dạng đơn lớp phẳng và không bị giới hạn bởi một sự gắn kết phân cực với một lớp cơ bản ở một bên, mặc dù chúng có thể đóng góp vào thành phần cơ bản của lớp trong một số trường hợp (như myofibroblasts subepithelial trong ruột có thể tiết ra chuỗi α-2 mang thành phần của laminin chỉ vắng mặt ở các vùng biểu mô liên quan đến nang trứng thiếu lớp màng myofibroblast). Các nguyên bào sợi cũng có thể di chuyển chậm trên nền đáy như các tế bào riêng lẻ, ngược lại với các tế bào biểu mô. Trong khi các tế bào biểu mô hình thành lớp lót của cấu trúc cơ thể, nó là nguyên bào sợi và các mô liên kết có liên quan mà tạo ra một phần lớn của một sinh vật.
Tuổi thọ của một nguyên bào sợi, cũng như đo bằng phôi gà, là 57 ± 3 ngày.

### Mối quan hệ với fibrocytes
Nguyên bào sợi và fibrocytes là hai trạng thái của cùng một tế bào, trước đây là trạng thái kích hoạt, trạng thái hoạt động kém hơn, trạng thái hoạt động ít hơn, liên quan đến việc duy trì và chuyển hóa mô. Hiện tại, có xu hướng gọi cả hai dạng nguyên bào sợi.
Các nguyên bào sợi hình thái không đồng nhất với sự xuất hiện đa dạng tùy thuộc vào vị trí và hoạt động của chúng. Mặc dù hình thái không rõ ràng, các nguyên bào sợi được cấy ghép trực tràng thường có thể giữ lại mẫu vị trí định vị và mô nơi chúng đã xuất hiện trước đây, ít nhất là qua một vài thế hệ.

### Phát triển
Chức năng chính của nguyên bào sợi là duy trì tính toàn vẹn cấu trúc của các mô liên kết bằng cách liên tục tiết ra tiền chất của cấu trúc nền. Các nguyên bào sợi tiết ra tiền chất của tất cả các thành phần của cấu trúc nền, chủ yếu là chất nền và một loạt các sợi. Thành phần của cấu trúc nền xác định các đặc tính vật lý của các mô liên kết.
Giống như các tế bào khác của mô liên kết, các nguyên bào sợi có nguồn gốc từ mesenchyme nguyên thủy. Do đó, chúng biểu hiện vimentin protein filament trung gian, một tính năng được sử dụng làm điểm đánh dấu để phân biệt nguồn gốc mesodermal của chúng. Tuy nhiên, xét nghiệm này không phải là cụ thể như các tế bào biểu mô nuôi cấy trong ống nghiệm trên chất nền bám dính cũng có thể biểu hiện vimentin sau một thời gian.
Trong những tình huống nhất định, các tế bào biểu mô có thể làm tăng các nguyên bào sợi, một quá trình được gọi là chuyển đổi biểu mô trung mô (EMT).
Ngược lại, các nguyên bào sợi trong một số trường hợp có thể làm tăng epithelia bằng cách trải qua một trung mô để chuyển đổi biểu mô (MET) và tổ chức thành một biểu mô thực sự được phân cực, phân cực, kết nối ngang. Quá trình này được nhìn thấy trong nhiều tình huống phát triển (ví dụ như phát triển nephron và dây sống), cũng như trong chữa lành vết thương và khối u.sadassdad

## Chức năng
Fibroblasts làm collagen, glycosaminoglycans, reticular và sợi đàn hồi, phát triển các nguyên bào sợi của cá nhân được phân chia và tổng hợp chất nền. Tổn thương mô kích thích fibrocytes và gây ra sự sản sinh các nguyên bào sợi.

### Viêm
Bên cạnh vai trò thường được gọi là thành phần cấu trúc, nguyên bào sợi đóng một vai trò quan trọng trong phản ứng miễn dịch đối với chấn thương mô. Chúng là những đối tượng sớm trong việc bắt đầu viêm trong sự hiện diện của vi sinh vật xâm nhập. Chúng tạo ra sự tổng hợp chemokine thông qua sự xuất hiện của các thụ thể trên bề mặt của chúng. Tế bào miễn dịch sau đó đáp ứng và bắt đầu một loạt các hoạt động để tiêu diệt các vi sinh vật xâm lấn. Thận trên bề mặt của nguyên bào sợi cũng cho phép điều chỉnh các tế bào tạo máu và cung cấp một con đường cho các tế bào miễn dịch để điều chỉnh nguyên bào sợi.

### Phẫu thuật khối u
Các nguyên bào sợi, giống như các nguyên bào sợi liên quan đến khối u (TAF), đóng một vai trò quan trọng trong việc điều hòa miễn dịch thông qua các thành phần cấu trúc nền có nguồn gốc TAF (ECM) và các chất điều biến. TAF được biết là có ý nghĩa trong phản ứng viêm cũng như ức chế miễn dịch ở các khối u. Các thành phần ECM có nguồn gốc TAF gây ra những thay đổi trong thành phần ECM và bắt đầu tu sửa ECM. Việc tu sửa ECM được mô tả là những thay đổi trong ECM do hoạt động của enzim có thể dẫn đến sự xuống cấp của ECM. Điều hòa miễn dịch của khối u phần lớn được xác định bởi việc sửa chữa ECM bởi vì ECM có tác dụng điều chỉnh một loạt các chức năng, chẳng hạn như sự gia tăng, sự khác biệt và hình thái của các cơ quan quan trọng. Trong nhiều loại khối u, đặc biệt là những loại liên quan đến các tế bào biểu mô, việc tái tạo ECM là phổ biến. Ví dụ về các thành phần ECM có nguồn gốc TAF bao gồm Tenascin và Thrombospondin-1 (TSP-1), có thể được tìm thấy ở các vị trí viêm mãn tính và ung thư biểu mô tương ứng.
Điều hòa miễn dịch của các khối u cũng có thể xảy ra thông qua các bộ điều biến có nguồn gốc TAF. Mặc dù các bộ điều biến này có thể tương tự như các thành phần ECM có nguồn gốc TAF, chúng khác nhau theo nghĩa là chúng chịu trách nhiệm về biến thể và kết quả của ECM. Phân tử ECM bị cắt có thể đóng một vai trò quan trọng trong việc điều hòa miễn dịch. Các protease như matrix metalloproteineases (MMPs) và hệ thống uPA được biết là tách ECM ra. Những protease này có nguồn gốc từ nguyên bào sợi.

### Hành động phụ
Nguyên bào sợi phôi chuột (MEFs) thường được sử dụng như là "tế bào trung chuyển" trong nghiên cứu tế bào gốc phôi người. Tuy nhiên, nhiều nhà nghiên cứu đang từng bước loại bỏ MEF để ủng hộ môi trường nuôi cấy với các thành phần được xác định chính xác về nguồn gốc của con người. Hơn nữa, khó khăn của việc sử dụng độc quyền của con người để bổ sung phương tiện truyền thông thường được giải quyết bằng cách sử dụng "phương tiện được xác định", nơi bổ sung là tổng hợp và đạt được mục tiêu chính của loại bỏ nguy cơ ô nhiễm từ các nguồn phái sinh.